# فرودگاه زمون پولجه
فرودگاه زمون پولجه  (به انگلیسی: Zemun Polje Airport) (به زبان بومی: Aerodrom 13. Маj-Zemun Polje) یک فرودگاه همگانی  با کد یاتا ZPB است که یک باند فرود چمن دارد و طول باند آن ۶۵۰ متر است. این فرودگاه در  کشور صربستان قرار دارد و در ارتفاع ۷۴ متری از سطح دریا واقع شده است.